# Tachymenis peruviana
Tachymenis peruviana, también conocida por donde habita como falsa yarará o culebra peruana, es una serpiente de tamaño medio que puede alcanzar los 60 cm de longitud. Habita en zonas de altura, desde los 2000 m aproximadamente. Se oculta entre la vegetación y las piedras, y su dieta se basa en anfibios y lagartijas. Es vivípara y posee un veneno con una fuerte actividad proteolítica y hemolítica, con un caso fatal.